# 시카고 스팅
Chicago Sting(Chicago Sting)는 북미 축구 리그에 소속된 미국의 프로축구단이었다. 시카고를 연고지로 했으며 딕 아드보카트와 조영증이 이곳에서 선수 생활을 하기도 했다.

## 역대 감독
| 감독      | 임기        |
| --------- | ----------- |
| 빌 폴크스 | 1975 ~ 1977 |